# Platyoides fitzsimonsi
Platyoides fitzsimonsi är en spindelart som beskrevs av Lawrence 1938. Platyoides fitzsimonsi ingår i släktet Platyoides och familjen Trochanteriidae.
Artens utbredningsområde är Namibia. Inga underarter finns listade i Catalogue of Life.